# Nabil Karoui
Pour les articles homonymes, voir Karoui.
 (février 2023).
L'article doit être relu — et modifié si nécessaire — par des contributeurs indépendants pour apporter un regard critique aux contributions effectuées en violation des conditions d'utilisation de Wikipédia, tant sur la forme (notamment concernant le style encyclopédique, la proportionnalité) que sur le fond (la neutralité de point de vue, la qualité et l'indépendance des sources).
Nabil Karoui (arabe : نبيل القروي), né le 1er août 1963 à Bizerte, est un homme d'affaires et homme politique tunisien. L'une des principales figures du monde de la publicité dans son pays, il est à la tête du groupe Karoui & Karoui World et de la chaîne de télévision Nessma.
Alors qu'il est emprisonné pour des soupçons de blanchiment d'argent et d'évasion fiscale, il arrive deuxième du premier tour de l'élection présidentielle de 2019. Après avoir été libéré, il perd largement le second tour face à l'indépendant Kaïs Saïed. Il est cependant remis en détention l'année suivante puis libéré en 2021.

## Biographie

### Jeunesse et vie privée
Nabil Karoui est issu d'une famille modeste. Son père, Rchidi, dirige une entreprise de fabrication de marbre et sa mère, femme au foyer, est d'origine algérienne. Après avoir obtenu son baccalauréat, qu'il échoue à décrocher à plusieurs reprises, il part à Marseille pour des études de commerce.
Nabil Karoui est marié à Salwa Smaoui, un temps employée par Microsoft, avec qui il a une fille et un fils.
Son fils Khalil meurt en 2016 dans un accident de voiture, sur la route de Gammarth. Karoui crée l'association Khalil Tounes à la mémoire de son fils.

### Carrière professionnelle
Il est formé au marketing et à la vente dans des multinationales. Après avoir sillonné les routes du sud de la France chez Colgate-Palmolive, il intègre le département vente et marketing de la multinationale Henkel. C'est là qu'il est approché par un cabinet de recrutement pour rejoindre la cellule internationale de Canal+ qui entame son implantation en Afrique du Nord. Il y entre comme premier employé de sa filiale Afrique du Nord et y assure la direction commerciale pendant deux années.
En 1996, il crée l'agence de communication KNRG avec son frère Ghazi et son père.
Il rejoint par la suite son frère Ghazi dans la publicité : ils fondent ensemble, en 2002, un groupe international indépendant de médias et de publicité, Karoui & Karoui World. À la tête du groupe et après le succès rencontré par un premier bureau installé au Maroc, il ouvre successivement des bureaux à Alger, Riyad, Khartoum, Nouakchott et Tripoli. Son groupe est désormais reconnu internationalement pour sa créativité et ses idées innovantes, ce qui lui vaut plusieurs distinctions décernées par le public et les professionnels. Ainsi, ils travaillent pour le lancement de Djezzy en 2001 en Algérie, puis pour Méditel au Maroc, l'opérateur privé de téléphonie mobile marocain, et enfin Nedjma en Algérie. Ils financent également le jeu télévisé Akhir Kalima, variante de Qui veut gagner des millions ?, dans ce pays.
En parallèle au développement international, il mène une politique de diversification et crée des filiales de production audiovisuelle, d'interactivité digitale, d'affichage urbain et un label musical. En 2009, il prend la direction de la filiale télévision du groupe, Nessma.
Il s'érige en chantre de l'union du Maghreb et, voulant démontrer sa faisabilité, il entreprend de la concrétiser par le volet culturel : il redonne vie au patrimoine musical maghrébin et produit l'émission de télé-crochet Star Academy Maghreb où des jeunes Maghrébins cohabitent et se familiarisent rapidement les uns avec les autres, prouvant que les barrières à l'union ne sont que politiques.
À partir de 2016, il sillonne le pays, et notamment les zones les plus défavorisées à la rencontre de ces populations, leur offrant produits de première nécessité et soins médicaux.
Le 25 avril 2019, les équipements de Nessma sont saisis à la demande de la Haute Autorité indépendante de la communication audiovisuelle (HAICA), qui indique que la chaîne émet sans licence depuis 2014 et ce « après des tentatives multiples pour trouver une solution avec cette chaîne »,. Le 23 août, la HAICA et l'Instance supérieure indépendante pour les élections interdisent à Nessma, qui émet sans licence, de couvrir la campagne électorale.

### Activité politique
Le 30 décembre 2010, alors que des troubles ébranlent la région de Sidi Bouzid au Centre de la Tunisie et que les médias sont muselés par le régime de Zine el-Abidine Ben Ali, il entreprend de diffuser sur sa chaîne de divertissement un débat politique où la vérité des faits est dévoilée pour la première fois au public par un média local.
Pendant la révolution de 2011, il transforme la chaîne en un canal d'information qui devient une référence dans le paysage médiatique tunisien. Karoui diffuse alors l'entretien de Béji Caïd Essebsi, une personnalité absente de la scène politique depuis plus de vingt ans. À la suite de cette interview, ce dernier est sollicité pour occuper les fonctions de Premier ministre de transition.
Le 9 octobre 2011, sa chaîne diffuse Persepolis. Le film terminé, environ 200 salafistes tentent de brûler l'immeuble de Nessma avant de s'en prendre à son domicile quelques jours plus tard. À la suite de cela, il est poursuivi pour atteinte aux valeurs du sacré lors du « procès Persepolis », un procès qui connaît un retentissement à l'étranger. S'il risque jusqu'à trois ans de prison pour blasphème, il est finalement condamné le 3 mai 2012 à payer une amende de 2 400 dinars, mais il se réserve le droit de faire appel. Lors du procès, la plaidoirie de Chokri Belaïd, leader de gauche et avocat de Nabil Karoui, fait sensation ; il sera assassiné neuf mois plus tard. Nessma assure la couverture de l'événement et le chef du gouvernement démissionne.

#### Nidaa Tounes
Après la victoire des islamistes d'Ennahdha à l'élection de l'assemblée constituante, il initie, avec Béji Caïd Essebsi et un petit groupe de personnalités politiques, la création d'un parti politique visant à constituer un contrepoids au pouvoir en place. Nidaa Tounes tient ses premières réunions, durant des mois, dans les bureaux de Karoui et sa chaîne pèse de tout son poids pour mobiliser les démocrates de tous bords.
Il est particulièrement remarqué lorsqu'il initie et organise en 2013 la rencontre de Paris entre Rached Ghannouchi, le chef d'Ennahdha, et Caïd Essebsi ; cette rencontre surprend les observateurs et fait sensiblement baisser la tension dans le pays. Nabil Karoui accompagne également Caïd Essebsi lors d'un déplacement en Algérie. Toutefois, certains au sein de son parti lui reprochent son ambition, son impatience et sa propension à l'intrigue.
En moins de deux années, Nidaa Tounes devient la première formation du pays en remportant les élections législatives d'octobre 2014 ; la campagne est réalisée par son groupe, Karoui & Karoui,. Lors de l'élection présidentielle, il fait office de prestataire de services dans le domaine visuel pour la candidature de Caïd Essebsi, qui accède à la magistrature suprême le 31 décembre de la même année.
Alors qu'il se trouve dans le collimateur de la Haute Autorité indépendante de la communication audiovisuelle en 2015 pour un éventuel rôle joué dans la campagne électorale de Nidaa Tounes, il appuie Hafedh Caïd Essebsi, le fils du président, dans la lutte pour le leadership du parti et devient membre de son bureau exécutif en janvier 2016 après avoir contribué à écarter Mohsen Marzouk ; il quitte alors la direction de Nessma même s'il utilise la chaîne pour médiatiser ses actions. Néanmoins, face aux désaccords qui surgissent avec Hafedh Caïd Essebsi, il gèle son adhésion au parti puis jette l'éponge en avril 2017.

#### Élection présidentielle de 2019
En juin 2019, il annonce sa candidature à l'élection présidentielle, pour laquelle il est donné en tête par la plupart des sondages. Le 18 juin, des amendements controversés, accusés de barrer la route à Karoui et Olfa Terras, sont adoptés par l'Assemblée des représentants du peuple. Les amendements interdisent ainsi la candidature de personnes ayant fait des dons à la population, bénéficié de financements étrangers ou de publicité politique au cours des douze mois précédant une élection, ou possédant un casier judiciaire. Le 25 juin, 51 députés de Nidaa Tounes et du Front populaire déposent un recours pour inconstitutionnalité. Les amendements ne sont finalement pas mis en œuvre à la suite du refus du président Béji Caïd Essebsi de les signer. Le jour même, il devient président d'un parti, Au cœur de la Tunisie, anciennement appelé Parti tunisien de la paix sociale. Il annonce en juillet suivant que son parti présente des candidats aux élections législatives dans 33 circonscriptions électorales, ses têtes de liste comptant 8 femmes et 25 hommes dont certains issus de Nidaa Tounes comme Ridha Charfeddine. Il est soutenu dans sa campagne par Lotfi Bel Hadj.
Le 9 août, il est épinglé par l'ISIE pour avoir commencé sa campagne avant la date officielle. Le 28 août, pour les mêmes raisons, alors que Karoui est en détention provisoire pour des accusations de corruption, celle-ci ordonne à son équipe de campagne de retirer ses affiches portant le slogan « La prison ne nous arrêtera pas… Rendez-vous le 15 septembre ». L'avocat du candidat, Mohamed Zaanouni, estime alors que son client est un prisonnier politique.
Au lendemain de l'arrestation de Karoui, l'Association des magistrats tunisiens demande au Conseil supérieur de la magistrature une enquête sur les conditions de l'émission de mandats de dépôt contre les frères Karoui et demande d'éloigner le pouvoir judiciaire de tout tiraillement politique. La Ligue tunisienne des droits de l'homme dénonce quant à elle une « instrumentalisation politique pour exclure un adversaire aux élections », alors que le parti Afek Tounes demande à Youssef Chahed qu'il « respecte l'État de droit des institutions ».
Karoui est par ailleurs accusé d'user de philanthropie dans le seul but d'attirer de futurs électeurs. Cela lui vaut également le surnom de makrouna (pâtes alimentaires en arabe), en référence aux paquets de pâtes qu'il distribuait aux populations.
Lors du premier meeting de Nabil Karoui à Gafsa, le 2 septembre, c'est son épouse qui ouvre sa campagne électorale. Sur scène, Salwa Smaoui Karoui lit une lettre adressée par Nabil Karoui à ses militants. Il ne peut pas non plus se rendre au débat télévisé du 7 septembre suivant.
Le 9 septembre, la mission d'observation électorale de l'Union européenne appelle les autorités tunisiennes « à prendre les mesures nécessaires afin de permettre à tous les candidats, dont M. Karoui, de mener campagne dans le respect du principe d'égalité des chances à l'élection présidentielle ». Le 13 septembre, la Cour de cassation rejette un recours pour sa libération. De son côté, Karoui entame une grève de la faim pour protester contre le fait qu'il ne puisse pas voter en prison.
Avec 15,58 % des suffrages, il arrive deuxième du premier tour, derrière Kaïs Saïed (18,40 %), se qualifiant ainsi pour le second tour. Le 18 septembre, le juge d'instruction auprès du pôle judiciaire économique et financier refuse la demande de libération de Nabil Karoui. Le président par intérim Mohamed Ennaceur, et les candidats Abdelkrim Zbidi et Selma Elloumi réclament également sa libération. En septembre 2019, l'ancien ministre des Finances, Fadhel Abdelkefi, lui apporte son soutien, de même que l'islamiste Hatem Boulabiar et le parti Al Amal de Selma Elloumi.
Le 1er octobre 2019, la Haute Autorité indépendante de la communication audiovisuelle condamne Nessma à payer une amende de 80 000 dinars pour une émission faisant passer Saïed pour le candidat des islamistes d'Ennahdha, et pour un spot pro-Karoui. Le 14 septembre, la chaîne avait déjà été condamnée à payer une amende de 40 000 dinars pour un spot pro-Karoui. Le 3 octobre, la justice américaine révèle l'existence d'un contrat de lobbying de Dickens & Madson Canada Inc. en faveur de Karoui, signé le 19 août pour un million d'euros, une somme dépassant les dépenses de campagne autorisées.
Alors qu'il reste deux jours aux deux candidats pour faire campagne, l'équipe de Karoui maintient sa demande de report, arguant que les délais sont trop courts. Il participe le 11 octobre à un débat télévisé face à son adversaire.
Kaïs Saïed l'emporte au second tour du scrutin. Karoui reconnaît sa défaite le lendemain.

## Prises de positions
Selon Mounir Baatour, militant LGBT et soutien de Nabil Karoui pour la présidentielle, celui-ci est favorable à la dépénalisation de l'homosexualité. Par ailleurs, Karoui se présente comme un « moderniste libéral ». Il est cependant souvent qualifié de « populiste ».

## Controverses
Il est également controversé pour ses liens avec les militaires algériens, de même qu'avec l'islamiste libyen Abdelhakim Belhadj.

## Poursuites judiciaires
En 2016, l'ONG I Watch (ar) l'accuse de blanchiment d'argent et de détournement de fonds vers l'étranger, via des sociétés-écran. En 2017, un enregistrement fuite sur les réseaux sociaux où Karoui appelle à s'en prendre à I Watch, qu'il qualifie de « traîtres » et d'« agents de l'étranger », et appelle à publier un reportage bidon à leur encontre (justifié par ses proches comme étant une réaction « à chaud »).
Le 8 juillet 2019, dans le cadre des accusations portées en 2016, il est inculpé pour blanchiment d'argent, de même que son frère Ghazi, ses biens sont gelés et il est interdit de sortie du territoire. Il est arrêté le 23 août, à la suite d'un mandat d'arrêt produit par la chambre d'accusation de la cour d'appel de Tunis. Son parti dénonce alors « des pratiques fascistes ». Malgré son arrestation, sa candidature à la présidentielle est maintenue, n'ayant pas été à ce jour condamné par la justice, ni privé de ses droits civiques.
Le 3 septembre, une cour d'appel rejette la demande de mise en liberté de Nabil Karoui,. Le 30 septembre, le ministère de la Justice valide la régularité du mandat de dépôt visant Karoui, il est donc maintenu en détention.
Le 8 octobre, Karoui dépose un recours en justice pour demander le report du second tour tant qu'il n'aura pas été libéré pour faire campagne. Il est finalement libéré le lendemain par la Cour de cassation. Il reste cependant poursuivi.
Le 24 décembre 2020, un mandat de dépôt conduit au placement en détention de Nabil Karoui dans le cadre d'une enquête qui le vise pour des soupçons d'évasion fiscale et de blanchiment d'argent.
Le 24 février 2021, le juge d'instruction rend une décision favorable à la mise en liberté provisoire sous caution de Nabil Karoui mais le procureur général interjette aussitôt appel. En détention préventive, Karoui attend que la justice se prononce sur sa libération provisoire sous caution. Toutefois, le 10 mars, la chambre d'accusation du pôle judiciaire économique et financier annule la décision de le libérer.
Le 15 avril, le porte-parole du tribunal de première instance de Tunis confirme la condamnation de Nabil Karoui à une amende de 19 millions de dinars. Il précise que la septième chambre correctionnelle du tribunal a déterminé cette amende dans une ancienne affaire d'infractions douanières. Il ne s'agit donc pas de la même affaire pour laquelle il a été emprisonné. Le 15 juin, la Cour de cassation ordonne sa libération.

## Fuite en Europe
Le 29 août 2021, il est arrêté en Algérie avec son frère, le député Ghazi Karoui. Le 31 août, la Tunisie émet un mandat d'arrêt à son encontre. Le 26 septembre, il est transféré avec son frère vers la prison d'El-Harrach à Alger. Il est libéré toujours avec son frère en octobre.
Alors que la justice algérienne lui a demandé de rester à sa disposition, il quitte illégalement le pays à bord d'un jet privé puis se rend le 6 novembre à Barcelone en compagnie de son frère.